# Axel Ekberg
Martin Axel Ekberg (født 15. januar 1882 i København, død 3. oktober 1935 i København) var en dansk arkitekt.
Axel Ekberg var søn af instrumentmager Per Jonsson Ekberg og Elna Tillergren. Han kom i murerlære, blev svend 1901, dimitteret fra Teknisk Skole og optaget på Kunstakademiets Arkitektskole januar 1901, hvorfra han tog afgang maj 1914. Han var medarbejder bl.a. hos Anton Rosen (konduktør ved opførelsen af Landsudstillingen i Århus 1909) og Carl Brummer. 
Han vandt Neuhausens Præmie i 1915 (en Kunstudstillingsbygning i Roskilde) og Eckersberg Medaillen 1921. I 1909 modtog han K.A. Larssens Legat og i 1918 Akademiets rejsestipendium, der blev fulgt af Theophilus Hansens Legat i 1922. Han var på rejser i 1907 i Tyskland (Rothenburg ob der Tauber, Dresden) og Prag, i 1910, 1923 og 1927 i Italien (Florens, Pompeji, Neapel, Pæstum, Rom, Assisi, Perugia, Verona, Vicenza) samt Wien.
Ekberg arbejdede med træsnit og akvarel og udstillede på Charlottenborg Forårsudstilling i 1911 og 1930 og i Stockholm i 1918. Som arkitekt svækkedes hans arbejdsevne i høj grad ved langvarig sygdom og sanatorieophold.
Han blev gift 14. december 1918 i Fredensborg med Laurine Christine Ulrikke Hoffmeyer, født 2. februar 1873 i Liverpool, død 31. marts 1935 i København, datter af Købmand Peter Holger Hoffmeyer og Karen Emilie Olsen. Urne på Vestre Kirkegård. 

## Værker
- Mindestøtte for stormen på Nakskov 1659 (1910)
- Udkast til Grundtvig-mindesmærke (1912, præmieret)
- Gravkammer på Hørsholm Kirkegård (Eckersberg Medaljen 1921)
- Mindesmærket for de i 1. Verdenskrig (1914–18) faldne danske i Mindeparken ved Marselisborg (1927, sammen med Axel Poulsen, præmieret)
- Udvidelse af Bispebjerg Skole, Frederikssundsvej (1931)
- Om- og tilbygning af Frederikssundsvejens Skole (1934–37, fuldført af Johannes Carlsen)
- Adskillige øvrige gravmonumenter